# Sexy Zone
Sexy Zone est un groupe japonais dirigé par Johnny & Associates, composé de Shori Sato (en), de Kento Nakajima, de Marius Yo (en), de Fuma Kikuchi (en) et de Sou Matsushima formé le 29 septembre 2011. Quand ils ont débuté, leur moyenne d'âge était de 14,6 ans. En 2013, ils sont apparus à Kouhaku pour la première fois en interprétant leur chanson à succès. Sexy Zone est le 5ème groupe de Johnny & Associates à faire ses débuts en tant que supporters spéciaux pour le "FIVB World Cup Volleyball" en 2011 après V6 (1995), Arashi (1999), NEWS (2003) et Hey! Say! JUMP (2007) de la même agence.

## Membre
| Nom                       | Date de naissance | Lieu de naissance     | Couleur |
| ------------------------- | ----------------- | --------------------- | ------- |
| Kento Nakajima (中島健人) | 13 mars 1994      | Tokyo, Japon          | Bleu    |
| Fuma Kikuchi (菊池風磨)   | 7 mars 1995       | Tokyo, Japon          | Violet  |
| Shori Sato (佐藤勝利)     | 30 octobre 1996   | Tokyo, Japon          | Rouge   |
| So Matsushima (松島聡)    | 27 novembre 1997  | Shizuoka, Japon       | Vert    |
| Marius Yo (マリウス葉)    | 30 mars 2000      | Heidelberg, Allemagne | Orange  |